# Nate Wolters
Nate Wolters (St. Cloud (Minnesota), 15 de maio de 1991) é um basquetebolista profissional estadunidense que atualmente defende o Crvena Zvezda MTS Belgrado. O atleta que possui 1,93m de altura e atua na posição Armador.

## Ligações Externas
- Nate Wolters no X